# Cuenca del río Manzanares
Cuenca del río Manzanares este o arie protejată (arie specială de conservare — SAC, sit de importanță comunitară — SCI) din Spania întinsă pe o suprafață de 62.999,8 ha, integral pe uscat.

## Localizare
Centrul sitului Cuenca del río Manzanares este situat la coordonatele 40°38′10″N 3°50′02″W / 40.6361°N 3.8339°V.

## Înființare
Situl Cuenca del río Manzanares a fost declarat sit de importanță comunitară în ianuarie 1998 pentru a proteja 84 de specii de animale. Situl a fost protejat și ca arie specială de conservare în septembrie 2014.

## Biodiversitate
Situată în ecoregiunea mediteraneană, aria protejată conține 26 de habitate naturale: Lande oro-mediteraneene cu formațiuni endemice de grozamă, Tufărișuri termo-mediteraneene și de pre-deșert, Formațiuni ierboase bogate în specii de Nardus, dezvoltate pe substraturi silicioase în zone montane (și în zone submontane, în Europa continentală), Păduri de stejar galițio-portugheze cu Quercus robur și Quercus pyrenaica, Pajiști umede mediteraneene cu ierburi înalte de Molinio-Holoschoenion, Pseudostepă cu ierburi și specii anuale de Thero-Brachypodietea, Păduri termofile cu Fraxinus angustifolia, Păduri iberice de Quercus faginea și Quercus canariensis, Păduri de Quercus ilex și Quercus rotundifolia, Pajiști uscate europene, Pante stâncoase silicioase cu vegetație casmofită, Cursuri de apă de la nivel de câmpie la nivel montan, cu vegetație Ranunculion fluitantis și Callitricho-Batrachion, Iazuri temporare mediteraneene, Grohotișuri termofile și vest-mediteraneene, Fânețe de joasă altitudine (Alopecurus pratensis, Sanguisorba officinalis), Dehesas cu Quercus spp. perene, Galerii de Salix alba și de Populus alba, Galerii și tufărișuri riverane sudice (Nerio-Tamaricetea și Securinegion tinctoriae), Pajiști oro-iberice cu Festuca indigesta, Matorral arborescenți cu Juniperus spp., Roci stâncoase cu vegetație pionieră de Sedo-Scleranthion sau Sedo albi-Veronicion dillenii, Formațiuni montane de Cytisus purgans, Depresiuni pe substraturi de turbă de Rhynchosporion, Păduri endemice cu Juniperus spp., Lacuri eutrofice naturale cu vegetație de tip Magnopotamion sau Hydrocharition, Ape oligotrofe din câmpii nisipoase, cu un conținut foarte redus de minerale (Littorelletalia uniflorae).
La baza desemnării sitului se află mai multe specii protejate:
- păsări (58): fluierar de munte (Actitis hypoleucos), vulturul negru (Aegypius monachus), pescăruș albastru (Alcedo atthis), rață lingurar (Anas clypeata), rață pitică (Anas crecca), rață fluierătoare (Anas penelope), rață mare (Anas platyrhynchos), rață cârâitoare (Anas querquedula), rață pestriță (Anas strepera), gâscă cenușie (Anser anser), Aquila adalberti, acvilă de munte (Aquila chrysaetos), stârc cenușiu (Ardea cinerea), stârc roșu (Ardea purpurea), rață-cu-cap-castaniu (Aythya ferina), rața moțată (Aythya fuligula), buha (Bubo bubo), pasărea ogorului (Burhinus oedicnemus), Charadrius morinellus, chirighiță-cu-obraz-alb (Chlidonias hybridus), chirighiță neagră (Chlidonias niger), barză albă (Ciconia ciconia), barză neagră (Ciconia nigra), șerpar (Circaetus gallicus), dumbrăveancă (Coracias garrulus), egretă mică (Egretta garzetta), Elanus caeruleus, presură de grădină (Emberiza hortulana), șoim călător (Falco peregrinus), lișiță (Fulica atra), Galerida theklae, becațină comună (Gallinago gallinago), cocor (Grus grus), vulturul pleșuv sur (Gyps fulvus), Hieraaetus fasciatus, acvilă pitică (Hieraaetus pennatus), piciorong (Himantopus himantopus), stârc pitic (Ixobrychus minutus), pescăruș negricios (Larus fuscus), pescăruș râzător (Larus ridibundus), ciocârlie de pădure (Lullula arborea), gușă albastră (Luscinia svecica), gaia neagră (Milvus migrans), gaia roșie (Milvus milvus), stârc de noapte (Nycticorax nycticorax), Oenanthe leucura, vultur pescar (Pandion haliaetus), viespar (Pernis apivorus), cormoran mare (Phalacrocorax carbo), lopătar (Platalea leucorodia), corcodel mare (Podiceps cristatus), corcodel-cu-gât-negru (Podiceps nigricollis), Pyrrhocorax pyrrhocorax, turturică (Streptopelia turtur), silvie de tufiș (Sylvia undata), călifar alb (Tadorna tadorna), fluierarul de zăvoi (Tringa ochropus), nagâț (Vanellus vanellus)
- amfibieni (1): Discoglossus galganoi
- mamifere (11): liliac cârn (Barbastella barbastellus), Galemys pyrenaicus, vidră de râu (Lutra lutra), Microtus cabrerae, liliac cu aripi lungi (Miniopterus schreibersii), liliac cu urechi mari (Myotis bechsteinii), liliac cărămiziu (Myotis emarginatus), liliac comun (Myotis myotis), liliacul mediteranean cu potcoavă (Rhinolophus euryale), liliacul mare cu potcoavă (Rhinolophus ferrumequinum), liliacul cu potcoavă a lui méhely (Rhinolophus mehelyi)
- nevertebrate (4): molia lunii spaniolă (Actias isabellae), croitorul mare al stejarului (Cerambyx cerdo), fluturele auriu (Euphydryas aurinia), rădașcă (Lucanus cervus)
- pești (6): Achondrostoma arcasii, Cobitis paludica, zvârluga (Cobitis taenia), Luciobarbus comizo, Pseudochondrostoma polylepis, Rutilus alburnoides
- reptile (4): țestoasa de baltă (Emys orbicularis), Iberolacerta monticola, Lacerta schreiberi, Mauremys leprosa

Pe lângă speciile protejate, pe teritoriul sitului au mai fost identificate 7 specii de plante, 11 specii de păsări, 8 specii de amfibieni, 2 specii de mamifere, 13 specii de nevertebrate, 4 specii de reptile.